# أنجيليكا شويلر تشيرش
كانت أنجيليكا تشيرش (الاسم قبل الزواج: أنجليكا شويلر) (20 فبراير 1756 - 6 مارس 1814)، ناشطة اجتماعية أمريكية. كانت الابنة الكبرى للجنرال بالجيش القاري فيليب شويلر، وشقيقة إليزابيث شويلر هاميلتون، وكان صهرها ألكسندر هاميلتون.
عاشت في أوروبا لستة عشر عامًا مع زوجها جون باركر تشيرش، البريطاني المولد، الذي أصبح عضوًا في البرلمان. كانت شخصية بارزة في كل مكان عاشت فيه، لا سيما مدينة ألباني ومدينة نيويورك، وكذلك باريس ولندن. احتفظ ببعض مراسلاتها مع أصدقائها المرموقين، من بينها مراسلاتها مع توماس جيفرسون، وألكسندر هاميلتون، وماركيز دي لافاييت.
سميت على اسمها القرية والمدينة المحيطة، مدينة أنجليكا، التابعة لولاية نيويورك.

## أوائل حياتها
وُلدت أنجيليكا شويلر في مدينة ألباني بنيويورك. كانت الابنة الكبرى لفيليب شويلر وكاثرين فان رينسيلار شويلر. كان والداها من عائلات هولندية ثرية بارزة منذ الاستعمار. كانت كاثرين سليلة كيليان فان رينسيلار، أحد مؤسسي هولندا الجديدة. كان آل شويلر من الجيل الرابع من السكان. كان لديها سبعة أشقاء عاشوا حتى سن البلوغ، من بينها إليزابيث شويلر هاميلتون، مارغريتا شويلر فان رينسيلار (المعروفة باسم «بيغي»)، وفيليب جيرمايا شويلر.
ترعرعت أنجيليكا خلال الأوقات العصيبة التي سبقت الثورة الأمريكية، والتقت بالعديد من القادة الثوريين البارزين. كان منزل شويلر في ألباني مسرحًا للعديد من الاجتماعات والمجالس الحربية، بسبب رتبة والدها ومكانته السياسية.
زار جون باركر تشيرش، وهو تاجر بريطاني المولد حقق ثروة كبيرة خلال الحرب بتزويده الجيوش الأمريكية والفرنسية، البيت في عام 1776. كان تشيرش في مهمة من الكونغرس القاري لمراجعة سجلات إمدادات الجيش، في وقت اجتماعهما ومغازلتهما اللاحقة. علمت أنجيليكا أن والدها لن يبارك زواجهما بسبب شكوكه حول ماضي جون تشيرش، فهربت مع جون في 1777 وأنجبا ثمانية أطفال.

## الحياة في أوروبا
غادرت أنجيليكا وعائلتها إلى أوروبا عام 1783، حيث استقروا فيها لمدة 16 عامًا، باستثناء الزيارات القصيرة إلى أمريكا.
عاشت أنجيليكا وعائلتها في باريس، منذ عام 1783 إلى 1785، بينما كان جون يقوم بواجباته كمبعوث أمريكي إلى الحكومة الفرنسية. لم تخفق أنجيليكا قط في جذب المشاهير والأذكياء الذين قابلتهم، وسرعان ما صادقت بنجامين فرانكلين في باريس، الذي كان آنذاك وزير خارجية أميركا في فرنسا. أقامت صداقات دائمة مع توماس جيفرسون، خليفة فرانكلين، والماركيز دي لافاييت.
أبحرت العائلة إلى إنجلترا، بعد زيارة قصيرة إلى نيويورك عام 1785، واستقرت في لندن. أصبحت أنجيليكا من المرموقات في المجتمع وضمن دائرة اجتماعية مهمة بزواجها من رجل ثري، ومن ضمن معارفها أمير ويلز (الملك جورج الرابع لاحقًا)، وزعيم الحزب اليميني تشارلز جيمس فوكس، والكاتب المسرحي ريتشارد برينسلي شريدان. أقامت صداقة مع الرسام الأمريكي المهاجر جون ترمبل، الذي اشتملت أعماله على بعض من أشهر صور فترة حرب الاستقلال الأمريكية.
يعد الفنانان ريتشارد وماريا كوزواي من بين معارفها المقربين في أوروبا.
اشترت العائلة منزلًا ريفيًا في ويندوفر بباكينغهامشير، وذلك حينما خطط جون للترشح للبرلمان البريطاني عام 1788. كان جون عضوًا في البرلمان منذ عام 1790 إلى 1796. زارت أنجيليكا المنزل خلال هذه الفترة عام 1789 لحضور تنصيب جورج واشنطن كأول رئيس للولايات المتحدة.